# Urbain Caffi
Urbain Caffi (né le 10 janvier 1917 à Legnano et mort le 16 mars 1991 au Raincy) est un coureur cycliste né italien et devenu français le 26 novembre 1933. Professionnel de 1942 à 1952, il a été champion de France sur route en 1944 et vainqueur des Boucles de la Seine en 1948. Il a terminé deuxième de Paris-Tours en 1950.

## Palmarès
- 1941
  - 2e du Critérium de France des sociétés (zone occupée)
- 1944
  -  Champion de France sur route
  - Grand Prix des Alliés
  - Omnium de la Route :
    - Classement général
    - 1rec étape

  - 3e de Paris-Dijon
- 1945
  - 2e du Circuit du Centre
  - 8e de Paris-Tours
- 1946
  - Grand Prix des Sports
  - 3e étape de Paris-Nice
  - 4e du Grand Prix des Nations
- 1947
  - 3e du Critérium national
- 1948
  - Boucles de la Seine
- 1949
  - 6e étape du Tour du Maroc
  - 8e de Paris-Tours
- 1950
  - GP Union des commerçants de l'Aisne
  - 2e de Paris-Tours
  - 7e de Paris-Bruxelles
- 1951
  - 2e étape du Tour de la Manche

## Résultats sur le Tour de France
2 participations
- 1947 : éliminé (2e étape)
- 1948 : abandon (13e étape)